# Вокзал Крефельд
Крефельдский вокзал (нем. Krefeld Hauptbahnhof) — главный железнодорожный вокзал в городе Крефельд (федеральная земля Северный Рейн-Вестфалия). В Крефельде пересекаются железнодорожные ветви Дуйсбург — Мёнхенгладбах и Кёльн — Неймеген.

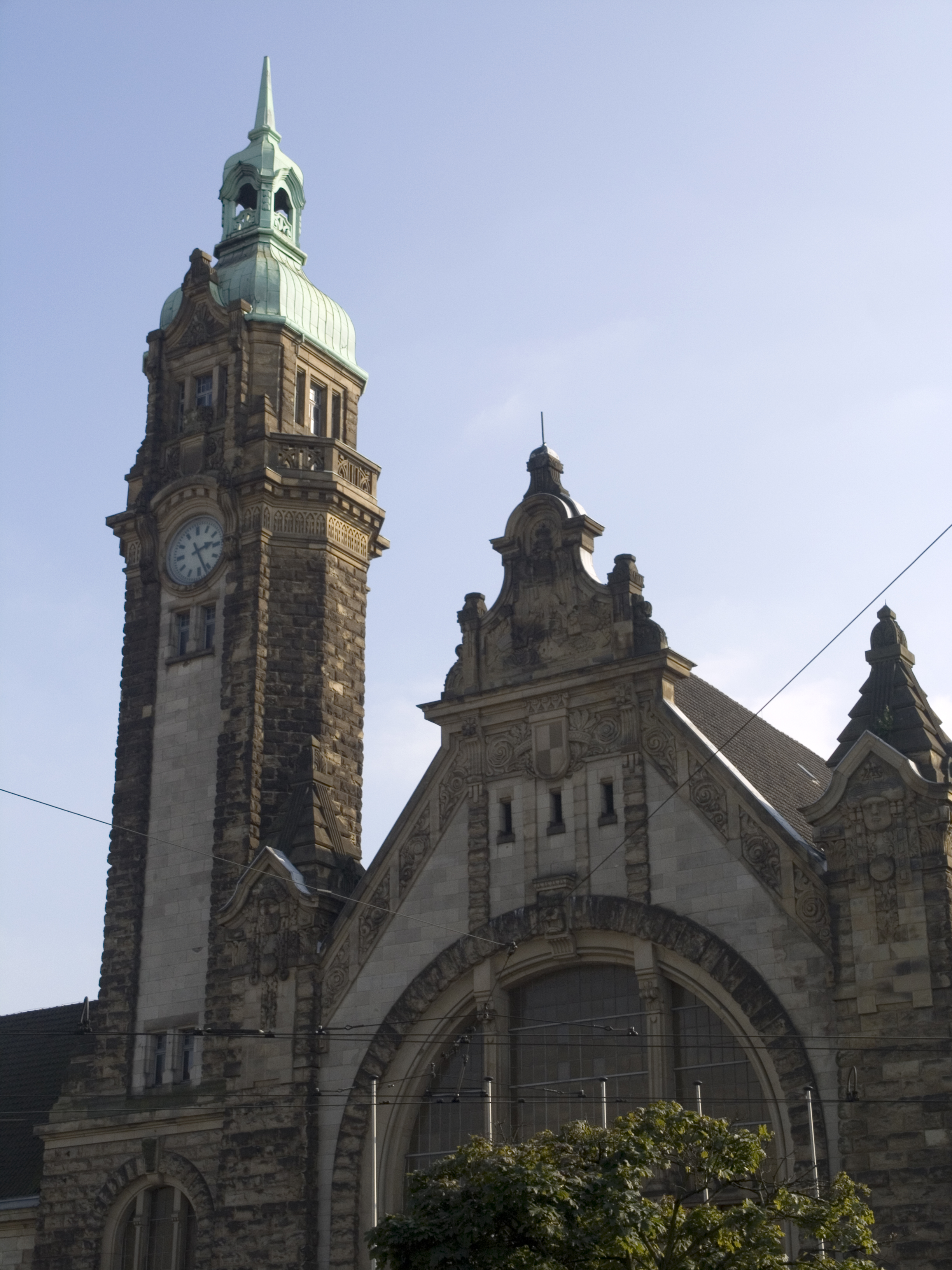
Вокзальная башня

Железнодорожная ветвь через Крефельд открылась в 1847 году. В 1906-1909 годах для уменьшения числа железнодорожных переездов в городе часть путей была переложена по новым маршрутам и построен новый вокзал на другом месте, там где он находится и сейчас.

По немецкой системе классификации вокзал Крефельда относится к категории 3 и не используется для обслуживания линий дальнего следования. Крефельдский вокзал — это один из крупнейших вокзалов Германии, который используется только для региональных маршрутов.

Крефельдский вокзал используется исключительно как пассажирская станция. Грузовая железнодорожная станция находится восточнее вокзала.

Рядом с крефельдским вокзалом расположена станция Дюссельдорфского скоростного трамвая, на которой останавливаются поезда маршрутов U70 и U76.

## Движение поездов по станции Крефельд
| Линия | Маршрут                                                                                             | Путь |
| ----- | --------------------------------------------------------------------------------------------------- | ---- |
| RE 7  | Крефельд — Нойс — Кёльн — Кёльн–Мессе/Дойц — Золинген — Вупперталь — Хаген — Хамм — Мюнстер — Райне | 5    |
| RE 10 | Дюссельдорф — Крефельд — Кемпен — Гельдерн — Клеве                                                  | 2/4  |
| RE 11 | Хамм — Дортмунд — Бохум — Эссен — Мюльхайм-на-Руре — Дуйсбург — Крефельд — Фирзен — Мёнхенгладбах   | 3    |
| RB 33 | Ахен — Мёнхенгладбах — Крефельд — Дуйсбург — Оберхаузен — Динслакен — Везель                        | 1/4  |